# Eoophyla saturatalis
Eoophyla saturatalis is een vlinder uit de familie van de grasmotten (Crambidae), uit de onderfamilie van de Acentropinae. De wetenschappelijke naam van deze soort is voor het eerst gepubliceerd in 1890 door Pieter Snellen.
De soort komt voor in India (Sikkim).